# Hornum (Hedensted Kommune)
 For alternative betydninger, se Hornum. (Se også artikler, som begynder med Hornum)
Hornum ligger i Østjylland og er en lille landsby, med 22 huse og en kirke i Hornum Sogn. Landsbyen ligger på et højdedrag mellem Hornsyld og Hostrup. Landsbyen ligger i Region Midtjylland og hører til Hedensted Kommune.
Landsbyens gamle centrum er området omkring kirken, førhen omtalt som "højbyen". Kirken er sandsynligvis opført på et hedensk helligsted, med sin beliggenhed nærved den velbevarede bronzealderhøj Loddenhøj. Kirken er fra ca. 1200 og har en af landets ældste kirkeklokker, der har ringet hver dag i over 800 år, og stadig kalder til andagt. Centralt i landsbyen ses stadig gadekæret. Øst for Hornum ligger Hornum Østermark med omkringliggende gårde. Tidligere havde Hornum en smedje, beliggende over for Hornumgård. Smedjen er nu nedrevet. Her virkede smeden Knud Jensen, der var kendt for sin evne til at reparere alle slags landbrugsmaskiner, ikke mindst Massey-Ferguson traktorer, samt sin manglende evne til at skrive regninger. En plads ved Daugaard Strand bærer i dag hans navn. Af fungerende erhverv findes i Hornum i dag flere landbrug, en punkt 1-butik, en tømrerforretning samt bondegårdsferien Nygaardferie, hjemmehørende i den gamle slægtsgård Hornum Østergaard.   
Hvor landsbygaden slår en bugt, ses "Præstens Træ", et smukt gammelt lindetræ med en mindesten. Træet blev plantet på det sted, hvor sognepræsten i 1856 faldt om, umiddelbart efter at have forrettet en nøddåb af et spædbarn i gården overfor. Barnet overlevede, men det gjorde præsten ikke, hvad præstetavlen i kirken også bevidner.  
På Kirkegården ses historiske gravsteder for Borchsminde, Hornumgård, Hornum Østergård, Højbygård, Dondelund og Fredenshjem med flere. I lapidariet i kirkegårdens nordlige ende ses bl.a. gravstenen for skolelæreren J.P. L. Christiansen, der i en menneskealder drev Hornum Skole og var en central og agtet skikkelse i lokalsamfundet.  
Hornum Kirke deler præst med Stouby Kirke, beliggende ca. 5 km syd for Hornum. Kirken har et aktivt fællesskab, og flere beboere i Hornum er med i menighedsrådet. Bag kirken har der tidligere gået en sti ned til Hornumkærvej, som blev kaldt Kirkestien, men denne sti er forfå år siden blevet pløjet op. Man kan dog stadig se mindestenen for enden af et markhegn ud mod Hornumkærvej med teksten: "Fra skolen kirkestien går, her har den gået i hundrede år". Skolen, der omtales, er Hornumkær Skole, der i dag er er nedlagt og anvendes til beboelse, i lighed med Hornum Skole.  

## Historie
I midten af byen står der et træ, kaldet "Præstens Træ". Ved træet står en mindesten med den dato i 1856, hvor sognepræst til Stouby og Hornum, Frederik Christian Johan Pedersen, omkom. Dette skete, da der i Hornum Østergaard d. 28. april 1856 blev født en dreng der var syg, således at præsten måtte tilkaldes for at hjemmedøbe ham. Drengen blev døbt Jens Jensen. Herefter gik præsten tilbage til kirken for at gå til gudstjeneste, men faldt død om udenfor gården, på det sted, hvor træet står. Til minde om det sted, hvor præsten faldt, plantede Jens Jensen to lindetræer, hvoraf det ene er "Præstens træ". Jens Jensen overtog fødegården i 1884, og flyttede den ud fra byen i 1888, hvor den nu kaldes "Fredenshjem". Familien på Fredenshjem tog i øvrigt navnet "Østergaard" med sig fra deres hidtidige hjem. At Hornum Østergaard stadig findes inde i Hornum by, skyldes at den indtil da havde været en såkaldt "tvillinggård", med to husstande, der var fælles om redskaber mm.
Under krigen 1864 spillede Hornum en birolle forud for et succesfuldt udfald, de danske tropper foretog på preusserne i Assendrup. Sognefogeden i Hornum havde overtalt de fjendtlige tropper til at lade sig indkvartere et andet sted; en bedrift, han modtog sine bysbørns varmeste tak for i form af et sølvbæger, der stadig er bevaret. Da en gruppe danske soldater senere satte over fra Fredericia til Rosenvold og red ind i landet i deres søgen efter preusserne, kunne folkene i Hornum meddele, at tropperne nu befandt sig i Assendrup. Den følgende nat foretog den danske gruppe et natligt overfald og bortførte preussernes heste, som de slap tilbage til Rosenvold med, og kunne sejle til Fredericia. Episoden er beskrevet i bogen "Vor sidste kamp for Sønderjylland".

## Hornum Østermark
Hornum Østermark, er et område lige øst for Hornum, på den anden side af Bråskovvej. Området har 2 centrale veje, Hornum Østermarks vej og Tirsbækvej. Området består hovedsageligt af marker, hvor der ligger gårde fordelt langs vejene. Der står en privat ejet vindmølle i området, som er placeret for enden af en grusvej ud til Tirsbækvej. Hornum Østermark hører ligeledes med til Hornum Sogn, og er generelt meget knyttet til Hornum.

## Galleri
- Præstens træ
- Mindesten, Præstens træ
- Branddam
- Punkt 1 i Hornum

 Der er for få eller ingen kildehenvisninger i denne artikel, hvilket er et problem. Du kan hjælpe ved at angive troværdige kilder til de påstande, som fremføres i artiklen.